# Grant Holloway
Grant Holloway (* 19. November 1997 in Chesapeake, Virginia) ist ein US-amerikanischer Leichtathlet. Er gewann bei den Weltmeisterschaften von 2019, 2022 und 2023 im 110-Meter-Hürdenlauf jeweils die Goldmedaille.

## Karriere
Holloway ist ein Leichtathlet, der Wettkämpfe in den Disziplinen 60 Meter Hürden, 110 Meter Hürden, 60 Meter, 100 Meter, 200 Meter, 400 Meter (nur in der Staffel), Weitsprung und Hochsprung bestritt.
Von 2017 bis 2019 gewann er während der US-College (NCAA) Hallen- und Freiluftmeisterschaften sowohl über 60, als auch über 110 Meter Hürden den Titel. Dabei stellte er mit 7,35 s auch den US-amerikanischen Rekord für 60 Meter Hürden ein.
Bei den Weltmeisterschaften 2019 in Doha wurde er Weltmeister in 110 Meter Hürden. Dabei profitierte er von einem Sturz des Olympiasiegers Omar McLeod.
Beim Hallen-Meeting der Leichtathleten in Madrid 2021 konnte Holloway einen neuen Weltrekord aufstellen. Er lief über 60 Meter Hürden 7,29 s und unterbot damit die alte Bestmarke des Briten Colin Jackson aus dem Jahr 1994 um eine Hundertstel. Es war sein 54. Sieg in Serie über die 60 Meter Hürden in der Halle. Bei den Olympischen Spielen in Tokio musste er sich im Finale mit 13,09 s als Zweiter überraschend dem Jamaikaner Hansle Parchment geschlagen geben.
Am 16. Februar 2024 verbesserte er bei den US-Hallenmeisterschaften 2024 in Albuquerque seinen eigenen 60-Meter-Hürden-Weltrekord auf 7,27 s. Bei den Olympischen Spielen 2024 in Paris gewann er über 110 Meter Hürden in 12,99 s die Goldmedaille.

## Persönliche Bestleistungen
- 60 m: 6,50 s, 9. März 2019, Birmingham
- 60 m Hürden: 7,27 s, 16. Februar 2024, Albuquerque (Weltrekord)
- 100 m: 10,21 s, 16. April 2022, Gainesville
- 110 m Hürden: 12,81 s, 27. Juni 2021, Eugene[6]
- 200 m: 20,66 s, 29. März 2019, Gainesville
  - Halle: 20,69 s, 19. Januar 2019, Clemson
- Hochsprung: 2,16 m, 6. Juni 2014, Newport News
  - Halle: 2,13 m, 9. März 2018, Hampton
- Weitsprung: 8,17 m, 12. Mai 2018, Knoxville
  - Halle: 8,13 m, 9. März 2018, College Station